# Sunday in the Park with George
Sunday in the Park with George is een musical met muziek en liedteksten door Stephen Sondheim en een boek door James Lapine. Het is geïnspireerd op het schilderij Dimanche d'été à la Grande Jatte van de Franse schilder Georges Seurat. De musical werd een groot succes, met vele internationale versies en revivals als gevolg. De originele productie won twee Tony Awards, verschillende Drama Desk awards en een Pulitzerprijs voor drama.

## Verhaal
De musical volgt het leven van George, een gefictionaliseerde versie van Seurat, en het maakproces van zijn schilderij. George is op zoek naar zijn artistieke stem en neemt steeds meer afstand van zijn vriendin Dot. George verliest zich in zijn werk en Dot gaat bij hem weg. 
In de tweede akte volgen we George's achterkleinzoon, tevens een kunstenaar die worstelt met zijn doel. 
De musical snijdt de thema's kunst, liefde, passie en kunst-interpretatie aan. 

## Nummers
1e akte
- "Sunday in the Park with George" – George & Dot
- "No Life" – Jules, Yvonne
- "Color and Light" – Dot, Georges
- "Gossip" – Celeste #1, Celeste #2, Boatman, Nurse, Old Lady, Jules, Yvonne
- "The Day Off" – Ensemble
- "Everybody Loves Louis" – Dot
- "The One on the Left" – Soldier, Celeste #1, Celeste #2, Georges
- "Finishing the Hat" – Georges
- "The Day Off" (Reprise) - Ensemble
- "We Do Not Belong Together" – Dot, Georges
- "Beautiful" – Old Lady, Georges
- "Sunday" – Ensemble

2e akte
- "It's Hot Up Here" – Ensemble
- "Chromolume #7" – Orkest
- "Putting It Together" Ensemble
- "Children and Art" – Marie
- "Lesson #8" – George
- "Move On" – George, Dot
- "Sunday" (Reprise) – Ensemble

## Nederlandse productie
In 2010 produceerde M-lab een Nederlandse productie, met in de hoofdrollen Alex Klaasen, Elise Schaap, Anne-Marie Jung en Jeroen Phaff.

## Bron
- Dit artikel of een eerdere versie ervan is een (gedeeltelijke) vertaling van het artikel Sunday in the Park with George op de Engelstalige Wikipedia, dat onder de licentie Creative Commons Naamsvermelding/Gelijk delen valt. Zie de bewerkingsgeschiedenis aldaar.